# Husovický tunel (železniční)
Husovický tunel je železniční tunel č. 219 na katastrálních územích Husovice a Lesná na železniční trati Brno – Havlíčkův Brod mezi stanicí Brno-Maloměřice a zastávkou Brno-Lesná v km 5,384–5,644.

## Historie
Výstavba trati byla zahájena v roce 1938 a po přerušení druhou světovou válkou pokračovala v roce 1948. Celá trať byla zprovozněna jako novostavba v roce 1953, kdy nahradila tři místní dráhy z přelomu 19. a 20. století. Na trati se nachází celkem osm tunelů (Obřanský, Cacovický, Husovický, Královopolský, Loučský, Lubenský, Níhovský a Havlíčkobrodský). V průběhu druhé světové války sloužily nedostavěné tunely Cacovický a Husovický jako sklady pro leteckou výrobu. Do provozu byl uveden 9. prosince 1953. V roce 2015 byla trať revitalizována.

## Geologie a geomorfologie
Oblast se nachází v geomorfologické oblasti Brněnská vrchovina s celkem Drahanská vrchovina, podcelek Adamovská vrchovina, okrsek Obřanská kotlina. Z geologického hlediska je tvořena především granodiority.

## Popis
Dvojkolejný tunel byl postaven v pravém směrovém oblouku na železniční trati Brno – Havlíčkův Brod mezi stanicí Brno-Maloměřice a pozdější zastávkou Brno-Lesná. Tunel byl proražen v masívu Holé hory (299 m n. m.).
Tunel leží v nadmořské výšce 215 m a je dlouhý 260,24 m.